# Meistriliiga (2004)
Meistriliiga 2004 była 14. edycją najwyższej klasy rozgrywkowej piłki nożnej w Estonii.
Brało w niej udział 8 drużyn, które w okresie od 13 marca do 31 października 2004 rozegrały 28 kolejek meczów.
Obrońcą tytułu była Flora Tallinn. Mistrzostwo po raz trzeci w historii zdobyła drużyna Levadia Tallinn, dwa wcześniejsze tytuły jako Levadia Maardu.
Z powodu poszerzenia ligi do 10 zespołów zrezygnowano z bezpośredniego spadku.

## Uczestniczące drużyny
| Uczestnicy poprzedniej edycji | Uczestnicy poprzedniej edycji | Uczestnicy poprzedniej edycji | Uczestnicy poprzedniej edycji |
| --- | ----------------------------- | ----------------------------- | ----------------------------- |
| FLO | Flora Tallinn                 | Tallinn                       | 1                             |
| TVM | Tallinna FC TVMK              | Tallinn                       | 2                             |
| LMA | Maardu FC Levadia             | Tallinn                       | 3                             |
| NVA | JK Narva Trans                | Narwa                         | 4                             |
| VTU | Viljandi Tulevik              | Viljandi                      | 5                             |
| LTA | Tallinna FC Levadia           | Tallinn                       | 6                             |
| po barażach |                               |                               |                               |
| VAL | FC Valga                      | Valga                         | 7                             |
| Awans z Esiliigi |                               |                               |                               |
| VAL | Kohtla-Järve FC Lootus        | Kohtla-Järve                  | 1                             |
| |                               |                               |                               |
| MER | Tartu JK Merkuur              | Tartu                         | 6                             |
| Oznaczenia: - kolumna pierwsza – skróty nazw drużyn, - kolumna trzecia – siedziba klubu, - kolumna czwarta – miejsce zajęte w poprzednim sezonie. |                               |                               |                               |

## Tabela
| Lp. | Drużyna                 | M  | Z  | R | P  | B+ | B–  | +/–  | Pkt | Kwalifikacja lub spadek                     |
| --- | ----------------------- | -- | -- | - | -- | -- | --- | ---- | --- | ------------------------------------------- |
| 1   | Levadia Tallinn (M, P)  | 28 | 21 | 6 | 1  | 82 | 14  | +68  | 69  | Liga Mistrzów UEFA • I runda kwalifikacyjna |
| 2   | TVMK Tallinn            | 28 | 19 | 6 | 3  | 89 | 29  | +60  | 63  | Puchar Europy UEFA • I runda kwalifikacyjna |
| 3   | Flora Tallinn           | 28 | 18 | 4 | 6  | 83 | 25  | +58  | 58  | Puchar Europy UEFA • I runda kwalifikacyjna |
| 4   | Narva Trans             | 28 | 15 | 2 | 11 | 43 | 39  | +4   | 47  | Puchar Intertoto UEFA (2005)                |
| 5   | Tartu Merkuur           | 28 | 10 | 5 | 13 | 47 | 58  | −11  | 35  |                                             |
| 6   | Viljandi Tulevik        | 28 | 6  | 7 | 15 | 30 | 53  | −23  | 25  |                                             |
| 7   | Valga                   | 28 | 5  | 2 | 21 | 30 | 80  | −50  | 17  |                                             |
| 8   | Alutaguse Lootus (B, S) | 28 | 1  | 2 | 25 | 11 | 117 | −106 | 5   | baraż o Meistriliiga                        |

1. ↑  Maardu FC Levadia zmieniła nazwę Tallinna FC Levadia[1][2].
2. ↑  Zmiana nazwy Kohtla-Järve FC Lootus na Alutaguse Lootus[2].

## Wyniki
| Gospodarz \ Gość | LOO | FLO | LEV | MER | TRS | TUL | TVM | VAL | LOO  | FLO | LEV | MER | TRS | TUL | TVM  | VAL |
| ---------------- | --- | --- | --- | --- | --- | --- | --- | --- | ---- | --- | --- | --- | --- | --- | ---- | --- |
| Alutaguse Lootus |     | 1–8 | 0–5 | 1–2 | 2–6 | 0–1 | 0–2 | 0–2 |      | 0–6 | 0–3 | 1–3 | 0–3 | 1–3 | 1–10 | 0–2 |
| Flora Tallinn    | 6–0 |     | 0–2 | 3–0 | 2–0 | 0–1 | 2–2 | 1–0 | 9–0  |     | 0–2 | 3–0 | 1–3 | 4–0 | 2–3  | 2–0 |
| Levadia Tallinn  | 4–0 | 2–2 |     | 6–0 | 2–0 | 6–1 | 3–0 | 3–0 | 7–0  | 2–0 |     | 0–0 | 0–1 | 1–0 | 0–0  | 3–0 |
| Tartu Merkuur    | 1–1 | 0–1 | 1–3 |     | 0–2 | 2–1 | 0–2 | 4–0 | 4–1  | 3–5 | 2–5 |     | 2–1 | 0–0 | 1–5  | 1–2 |
| TRS              | 1–0 | 0–2 | 1–1 | 1–2 |     | 1–0 | 1–4 | 2–1 | 1–0  | 0–2 | 0–6 | 2–2 |     | 2–0 | 2–3  | 3–1 |
| Viljandi Tulevik | 0–0 | 1–5 | 0–1 | 1–4 | 0–3 |     | 0–3 | 2–0 | 5–0  | 0–0 | 1–4 | 2–2 | 1–2 |     | 1–1  | 2–1 |
| TVMK Tallinn     | 5–0 | 1–4 | 0–0 | 1–3 | 2–0 | 3–1 |     | 3–1 | 13–0 | 1–1 | 2–2 | 5–1 | 2–0 | 2–1 |      | 4–0 |
| Valga            | 0–1 | 0–6 | 1–5 | 2–0 | 0–2 | 3–3 | 2–5 |     | 5–1  | 1–6 | 2–4 | 1–7 | 1–3 | 2–2 | 0–5  |     |

## Baraż o Meistriliiga
Dünamo Tallinn czwarta drużyna Esiliiga wygrała 5-2 dwumecz z Alutaguse Lootus o miejsce w Meistriliiga na sezon 2005.
| 13 listopada 2004 | Dünamo Tallinn         | 1:2   | Alutaguse Lootus                      |  |
|                   | Konstantin Butajev 44' | (1:1) | 30' Sergei Popov · 90+3' Irfan Ametov |  |

| 20 listopada 2004 | Alutaguse Lootus | 0:4   | Dünamo Tallinn                                                                         |  |
|                   |                  | (0:2) | 8' Stepan Tšernoussov · 32' Ilja Krivošein · 65' Konstantin Butajev · 76' Andrei Semko |  |

## Najlepsi strzelcy
| Bramki | Strzelcy             | Drużyna          |
| ------ | -------------------- | ---------------- |
| 28     | Vjatšeslav Zahovaiko | Flora Tallinn    |
| 18     | Ingemar Teever       | TVMK Tallinn     |
| 16     | Egidijus Juška       | TVMK Tallinn     |
| 13     | Andrei Antonov       | Valga            |
| 13     | Tarmo Neemelo        | TVMK Tallinn     |
| 11     | Deniss Malov         | TVMK Tallinn     |
| 11     | Konstantin Nahk      | Levadia Tallinn  |
| 11     | Anton Sereda         | Tartu Merkuur    |
| 11     | Dmitri Ustritski     | Viljandi Tulevik |

Źródło:

## Stadiony
| Alutaguse Lootus       |
| ---------------------- |
| Stadion Centrum Sportu |
|                        |

| Flora Tallinn   |
| --------------- |
| A. Le Coq Arena |
|                 |

| Narva Trans               |
| ------------------------- |
| Narva Kreenholmi staadion |
|                           |

| Kuressaare               |
| ------------------------ |
| Kuressaare linnastaadion |
|                          |

| Levadia Tallinn TVMK Tallinn |
| ---------------------------- |
| Stadion Kadriorg             |
|                              |

| Tartu Merkuur     |
| ----------------- |
| Ülenurme staadion |
|                   |

| Valga             |
| ----------------- |
| Stadion Centralny |
|                   |

| Viljandi Tulevik       |
| ---------------------- |
| Viljandi linnastaadion |
|                        |

Źródło: